# Xinmajie Xiang
Xinmajie Xiang (kinesiska: 新马街, 新马街乡) är en socken i Kina. Den ligger i provinsen Yunnan, i den sydvästra delen av landet, omkring 280 kilometer sydost om provinshuvudstaden Kunming. Antalet invånare är 16 844. Befolkningen består av 8 045 kvinnor och 8 799 män. Barn under 15 år utgör 20,0 %, vuxna 15-64 år 70 %, och äldre över 65 år 8,0 %.
Genomsnittlig årsnederbörd är 1 717 millimeter. Den regnigaste månaden är juli, med i genomsnitt 375 mm nederbörd, och den torraste är februari, med 15 mm nederbörd.